# Yolngu Bark Petition
Die Yolngu Bark Petition (engl.: bark = Baumrinde), auch Yirrkala Bark Petition genannt, war die erste Petition, die im Jahr 1963 auf einer bemalten Baumrinde und mit Schreibmaschinentext auf Papier im australischen Parlament übergeben wurde. Sie war in traditioneller Form mit Ocker bemalt und mit Text sowohl in Englisch als auch in Gumatj, einer indigenen Sprache, gestaltet. Diese Petition hatte große Bedeutung für die Aufnahme von Menschenrechten der indigenen Bevölkerung in der Verfassung Australiens, darüber hinaus gilt sie als ein historisches Dokument dieser Demokratie und Ausgangspunkt der Landrechtebewegung der Aborigines. Unterzeichnet hatten die Petition 13 Aborigines-Clans der Yolngu aus dem Gebiet der Gove-Halbinsel, die im Arnhem Land im Northern Territory liegt.
Die Yolngu politisierten sich im Verlauf der Bark Petition und die 13 Clans reichten eine Klage gegen das Northern Territory ein. Sie klagten gegen die Verletzung ihrer Landrechte auf der Gove-Halbinsel und die Wiederherstellung. Diese Klage blieb zwar erfolglos, aber sie war insofern bedeutend, als es die erste Klage von Aborigines auf einen Native Title (indigenes Landrecht) war.

## Anlass
Als im Februar 1963 der australische Premierminister Robert Menzies bekannt gab, dass seine Regierung den Abbau eines großen Bauxitvorkommens auf der Gove-Halbinsel genehmigt habe, kam es zu Protesten der dort lebenden Aborigines. Sie befürchteten, dass ihre Landrechte verletzt und ihre geheiligten Stätten zerstört werden könnten. Die liberalkonservativ geführte Regierung entgegnete, dass sie eine Abbaugenehmigung der lokalen Bevölkerung erhalten habe. Später kam heraus, dass sie lediglich Vertreter der Methodist Overseas Mission konsultiert hatte, die die Aborigines-Missionsstation in Yirrkala führten. Kein Führer der Aborigines war gefragt worden. Vertreter der Regierungsopposition besuchten im Juli 1963 die Yolngu und rieten ihnen eine Petition einzureichen. Die als Yolgnu Bark Petition bekannt gewordene Petition wurde am 14. August 1963 übergeben, wie auch später zwei weitere Petitionen auf Baumrinde. Da dem Anliegen der Aborigines nicht entsprochen wurde, reichten diese Klagen vor Gericht ein, die abgewiesen wurden.
Dennoch offerierte die damalige Bergbaugesellschaft Nabalco eine Kompensationszahlung, erkannte damit die Landrechte der Aborigines an und erklärte, dass sie die geheiligten Plätze der Aborigines respektieren werde. 2007 übernahm Rio Tinto die Gove-Bauxitmine und die Rirratjingu, Gumatj and Galpu Traditional Owners, das Northern Land Council und Rio Tinto unterzeichneten 2011 einen Vertrag über den Betrieb der Gove-Bauxitmine über die Dauer von 42 Jahren bis ins Jahr 2053.

## Bedeutung
Die Petition aus dem Jahr 1963 war die einzige, die im Parliament House in Canberra ausgestellt wurde, in der auch die Magna Carta und die Australische Verfassung gezeigt werden. Aufgrund der besonderen Form erzeugte diese Petition nationale und internationale Aufmerksamkeit. Sie wird auch in Australien als ein Beispiel für eine Brücke zwischen den Rechts- und Kulturauffassungen der Aborigines und der Weißen verstanden. Im Kampf der Aborigines um ihre Gleichberechtigung in der australischen Gesellschaft leistete die Yolgnu Bark Petition einen wichtigen Beitrag. 
Vor der Yolngu Bark Petition gab es bereits Petitionen der Aborigines, die auch Auswirkungen auf das australische Recht hatten, die entweder der Queen Victoria oder an britische Kolonialregierungen übergeben wurden. Bedeutend für die Entwicklung von Landrechten der Aborigines vor der Yolngu Bark Petition waren der Batman’s Treaty (1835), die Wybalenna Petition (1847) und Coranderrk Petition (1882). Weitere Petitionen auf Baumrinde, die von großer Bedeutung waren, folgten nach der Yolngu Bark Petition in den Jahren 1968, 1988, 1998 und 2008.

## Gove Land Rights Case
In Folge der Bark Petition politisierten sich die Yolngu und klagten gegen das Northern Territory im Rechtsstreit Milirrpum v Nabalco Pty (1971) ihr Landrecht ein. Diese Klage ist auch als Gove Land Rights Case bekannt, da sie die Gove-Halbinsel im Northern Territory betraf. Es war der erste Rechtsstreit über Native Title (indigene Landrechte) der Aborigines in Australien, der entschieden wurde.
Nachdem die Regierung am 13. März 1963 die Gove-Halbinsel, einen Teil des Arnhem Land, an das Bergbauunternehmen Nabalco, ohne jegliche Rücksprache mit den traditionellen Landeigentümern, den Yolngu, verpachtet hatte, reichten diese im August 1963 eine zweisprachige Petition beim australischen Repräsentantenhaus ein. Die Regierung gewährte Nabalco im Jahr 1968 eine weitere Pacht zum Abbau von Bauxit über die Dauer von 42 Jahren. Dagegen klagten 13 Yolngu-Clans, da diese Entscheidung ihre Landrechte verletze.
Richter Richard Blackburn vom High Court des Northern Territory widersprach den Kägern in seinem Urteil vom 27. April 1971 in allen Punkten. Als Grund gab er an, ein Native Title wäre nie Teil eines australischen Rechts gewesen. Selbst dann, wenn es je einen derartigen Rechtstitel gegeben hätte, wäre er mit der Ankunft der europäischen Kolonialisten im Jahr 1788 erloschen. Sofern es je einen Native Title der Yolngu gegeben hätte, könnten sie ihn nicht nachweisen. Er billigte den Yolngu allerdings zu, dass sie ein Rechtssystem seit dem Beginn der Kolonialismus entwickelt hätten, das allerdings keinerlei Eigentumsrechte beinhalte.
Ob das Land ein Terra Nullius (Land ohne Eigentümer) gewesen sei, konnte in diesem Rechtsstreit nicht vor dem High Court des Northern Territory behandelt werden, da hierfür ausschließlich der High Court of Australia zuständig war. Dieses Gericht entschied im Jahr 1992 im Fall von Mabo v. Queensland (No. 2), dass Australien keineswegs Terra Nullius war. Damit war die Entscheidung Milirrpum v Nabalco Pty Ltd hinfällig und der Weg frei für die Durchsetzung von Landrechten der Aborigines.